# Camponotus minozzii
Camponotus minozzii är en myrart som beskrevs av Carlo Emery 1920. Camponotus minozzii ingår i släktet hästmyror, och familjen myror. Inga underarter finns listade.